# 薩摩義士
薩摩義士（さつまぎし）は、江戸時代、美濃国の揖斐川、長良川および木曽川の3川の治水難工事に、多大の犠牲をはらって従事した薩摩藩の人々。宝暦治水の義士ともいう。
薩摩の人間が遠く離れた美濃の治水に携わった理由など、この治水事業の詳細な背景は明らかになっていない。

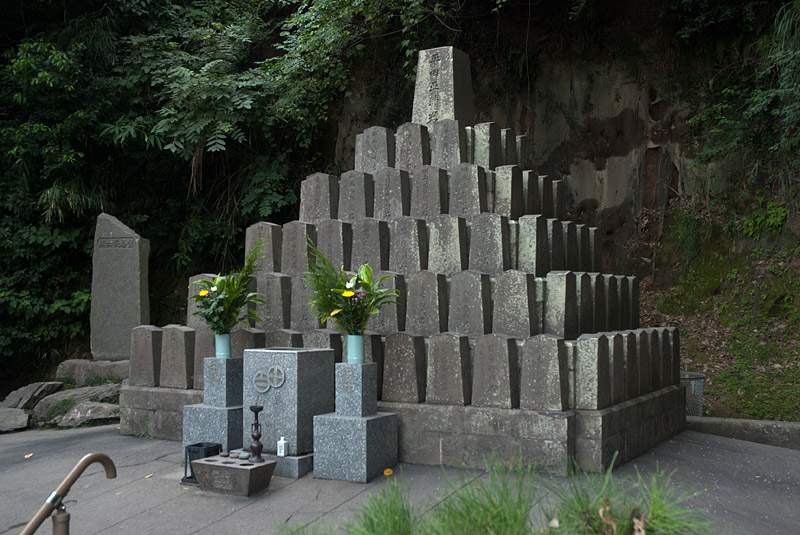
鹿児島市にある薩摩義士碑

## 概略
1753年（宝暦3年）12月25日江戸幕府老中・西尾忠尚は薩摩藩に命じて濃尾地方の木曽川、長良川、揖斐川の3河川の治水事業にあたらせた。この3河川はその流域が今日の長野、岐阜、愛知、三重、滋賀の5県にわたり、とりわけそのうち南北15里、東西2里では多くの本支流が交錯し、容易ならざる難事業であった。そのうえ寛保年間以後、11年間にわたって洪水が頻発し、惨状を呈していた。
そのために幕府の厳命、督促は猶予がなく、薩摩藩は死力を尽くしてこれに当たった。藩主島津重年の命によって家老平田靱負正輔、大目付伊集院十蔵久東らが工事を担当し、留守居山沢小左衛門盛福、普請奉行川上彦九郎親英らとともに、美濃国大牧村を本陣として、1754年（宝暦4年）2月5日から工事に着手し、5月22日ひとまず工事を中止し、同年9月21日さらに勘定頭倉橋武右衛門が参加し、翌1755年（宝暦5年）3月28日に工事を完成した。幕府目付牧野織部、勘定吟味役細井九郎助ら新たに江戸からくだった検使は、地元の検使とともに、同年4月16日から5月22日まで1か月余りにわたって本検分をすませた。
薩摩藩はこの工事で、数十万両もの莫大な経費を負担した。幕府側の妨害工作などによる過労のため、病となり生命を落としたり、あるいは横暴な幕府側への抗議のために切腹して果てたりする者を多数出した。総奉行平田靱負は工事完遂を見届け、この難事業の責任を取る形で切腹した。藩主重年も後を追うように病没した。
1938年（昭和13年）に、平田靱負ら85名の「薩摩義士」を、「祭神」に『治水神社』（岐阜県海津市海津町油島）が建立された。

## 主な薩摩義士
- 平田靱負
- 黒田唯右衛門
- 江夏次左衛門
- 瀬戸山石助
- 平山牧右衛門
- 大山市兵衛
- 本田甚五兵衛
- 井出上渡右衛門
- 永吉惣兵衛
- 音方貞淵

## 顕彰碑・墓所
- 海蔵寺：三重県桑名市
- 円成寺：岐阜県海津市
- 清江寺：岐阜県羽島市
- 常音寺：三重県桑名市多度町
- 江翁寺：岐阜県安八郡輪之内町
- 天照寺：岐阜県養老郡養老町   境内に薩摩工事義没者の墓、200mほど北西に根古地薩摩工事義没者の墓(岐阜県指定史跡)がある。
- 大中寺：鹿児島県